# Howard Hesseman
Howard Hesseman, född 27 februari 1940 i Lebanon, Oregon, död 29 januari 2022 i Los Angeles, Kalifornien, var en amerikansk komiker och skådespelare.

## Roller i urval
- 1968 – Petulia
- 1975 – Shampoo
- 1975 – The Sunshine Boys
- 1976 – Bussen som blev galen
- 1976 – Det våras för stumfilmen
- 1976 – I skydd av lagen
- 1976 – Krona eller klave (TV-serie) (1 avsnitt)
- 1977 – På andra sidan midnatt
- 1978 – Lödder (TV-serie) (7 avsnitt)
- 1978–1982 – Sänt va're här (TV-serie) (89 avsnitt)
- 1979 – Americathon
- 1981 – Honky Tonk Freeway - eller vart tog vägen vägen
- 1984 – Spinal Tap
- 1985 – Polisskolan 2 – Första uppdraget
- 1986 – Borta med tiden
- 1986–1990 – Head of the Class (TV-serie) (92 avsnitt)
- 2002 – About Schmidt
- 2008 – The Rocker
- 2009 – All About Steve
- 2017 – Fresh Off the Boat (TV-serie) (2 avsnitt)